# Grand Prix Południowej Afryki 1992
Grand Prix Południowej Afryki 1992 (oryg. Yellow Pages South African Grand Prix) – pierwsza runda Mistrzostw Świata Formuły 1 w sezonie 1992, która odbyła się 1 marca 1992, po raz 19. na torze Kyalami.
32. Grand Prix Południowej Afryki, 22. zaliczane do Mistrzostw Świata Formuły 1.

## Wyniki

### Kwalifikacje
| P                       | Nr | Kierowca             | Konstruktor(-silnik)  | Opony | Czas     | Odstęp   | Strata   |
| ----------------------- | -- | -------------------- | --------------------- | ----- | -------- | -------- | -------- |
| 1                       | 5  | Nigel Mansell        | Williams-Renault      | G     | 1:15.486 | -        | -        |
| 2                       | 1  | Ayrton Senna         | McLaren-Honda         | G     | 1:16.227 | 0:00.741 | 0:00.741 |
| 3                       | 2  | Gerhard Berger       | McLaren-Honda         | G     | 1:16.672 | 0:00.445 | 0:01.186 |
| 4                       | 6  | Riccardo Patrese     | Williams-Renault      | G     | 1:16.989 | 0:00.317 | 0:01.503 |
| 5                       | 27 | Jean Alesi           | Ferrari               | G     | 1:17.208 | 0:00.219 | 0:01.722 |
| 6                       | 19 | Michael Schumacher   | Benetton-Ford         | G     | 1:17.635 | 0:00.427 | 0:02.149 |
| 7                       | 16 | Karl Wendlinger      | March-Ilmor           | G     | 1:18.115 | 0:00.480 | 0:02.629 |
| 8                       | 20 | Martin Brundle       | Benetton-Ford         | G     | 1:18.327 | 0:00.212 | 0:02.841 |
| 9                       | 28 | Ivan Capelli         | Ferrari               | G     | 1:18.387 | 0:00.060 | 0:02.901 |
| 10                      | 4  | Andrea de Cesaris    | Tyrrell-Ilmor         | G     | 1:18.544 | 0:00.157 | 0:03.058 |
| 11                      | 12 | Johnny Herbert       | Lotus-Ford            | G     | 1:18.626 | 0:00.082 | 0:03.140 |
| 12                      | 3  | Olivier Grouillard   | Tyrrell-Ilmor         | G     | 1:18.749 | 0:00.123 | 0:03.263 |
| 13                      | 26 | Érik Comas           | Ligier-Renault        | G     | 1:19.200 | 0:00.451 | 0:03.714 |
| 14                      | 25 | Thierry Boutsen      | Ligier-Renault        | G     | 1:19.296 | 0:00.096 | 0:03.810 |
| 15                      | 15 | Gabriele Tarquini    | Fondmetal-Ford        | G     | 1:19.305 | 0:00.009 | 0:03.819 |
| 16                      | 10 | Aguri Suzuki         | Footwork-Mugen-Honda  | G     | 1:19.532 | 0:00.227 | 0:04.046 |
| 17                      | 9  | Michele Alboreto     | Footwork-Mugen-Honda  | G     | 1:19.571 | 0:00.039 | 0:04.085 |
| 18                      | 30 | Ukyō Katayama        | Larrousse-Lamborghini | G     | 1:19.621 | 0:00.050 | 0:04.135 |
| 19                      | 24 | Gianni Morbidelli    | Minardi-Lamborghini   | G     | 1:19.636 | 0:00.015 | 0:04.150 |
| 20                      | 23 | Christian Fittipaldi | Minardi-Lamborghini   | G     | 1:19.641 | 0:00.005 | 0:04.155 |
| 21                      | 11 | Mika Häkkinen        | Lotus-Ford            | G     | 1:19.672 | 0:00.031 | 0:04.186 |
| 22                      | 29 | Bertrand Gachot      | Larrousse-Lamborghini | G     | 1:20.039 | 0:00.367 | 0:04.553 |
| 23                      | 33 | Mauricio Gugelmin    | Jordan-Yamaha         | G     | 1:20.120 | 0:00.081 | 0:04.634 |
| 24                      | 21 | JJ Lehto             | Dallara-Ferrari       | G     | 1:20.126 | 0:00.006 | 0:04.640 |
| 25                      | 22 | Pierluigi Martini    | Dallara-Ferrari       | G     | 1:20.203 | 0:00.077 | 0:04.717 |
| 26                      | 7  | Eric van de Poele    | Brabham-Judd          | G     | 1:20.488 | 0:00.285 | 0:05.002 |
| Nie zakwalifikowali się |    |                      |                       |       |          |          |          |
|                         | 17 | Paul Belmondo        | March-Ilmor           | G     | 1:20.580 | 0:00.092 | 0:05.094 |
|                         | 14 | Andrea Chiesa        | Fondmetal-Ford        | G     | 1:21.209 | 0:00.629 | 0:05.723 |
|                         | 32 | Stefano Modena       | Jordan-Yamaha         | G     | 1:21.494 | 0:00.285 | 0:06.008 |
|                         | 8  | Giovanna Amati       | Brabham-Judd          | G     | 1:24.405 | 0:02.911 | 0:08.919 |
| P                       | Nr | Kierowca             | Konstruktor(-silnik)  | Opony | Czas     | Odstęp   | Strata   |

### Wyścig
| Poz. | Nr. | Kierowca             | Konstruktor           | Okrążeń | Czas/powód NU   | Poz. start. | Punktów |
| ---- | --- | -------------------- | --------------------- | ------- | --------------- | ----------- | ------- |
| 1    | 5   | Nigel Mansell        | Williams-Renault      | 72      | 1:36:45.320     | 1           | 10      |
| 2    | 6   | Riccardo Patrese     | Williams-Renault      | 72      | + 24.360        | 4           | 6       |
| 3    | 1   | Ayrton Senna         | McLaren-Honda         | 72      | + 34.675        | 2           | 4       |
| 4    | 19  | Michael Schumacher   | Benetton-Ford         | 72      | + 47.863        | 6           | 3       |
| 5    | 2   | Gerhard Berger       | McLaren-Honda         | 72      | + 1:13.634      | 3           | 2       |
| 6    | 12  | Johnny Herbert       | Lotus-Ford            | 71      | + 1 okrążenie   | 11          | 1       |
| 7    | 26  | Érik Comas           | Ligier-Renault        | 71      | + 1 okrążenie   | 13          |         |
| 8    | 10  | Aguri Suzuki         | Footwork-Mugen-Honda  | 70      | + 2 okrążenia   | 16          |         |
| 9    | 11  | Mika Hakkinen        | Lotus-Ford            | 70      | + 2 okrążenia   | 21          |         |
| 10   | 9   | Michele Alboreto     | Footwork-Mugen-Honda  | 70      | + 2 okrążenia   | 17          |         |
| 11   | 33  | Mauricio Gugelmin    | Jordan-Yamaha         | 70      | + 2 okrążenia   | 23          |         |
| 12   | 30  | Ukyō Katayama        | Larrousse-Lamborghini | 68      | + 4 okrążenia   | 18          |         |
| 13   | 7   | Eric van de Poele    | Brabham-Judd          | 68      | + 4 okrążenia   | 26          |         |
| NU   | 3   | Olivier Grouillard   | Tyrrell-Ilmor         | 62      | Silnik          | 12          |         |
| NU   | 25  | Thierry Boutsen      | Ligier-Renault        | 60      | Układ paliwowy  | 14          |         |
| NU   | 22  | Pierluigi Martini    | Dallara-Ferrari       | 56      | Sprzęgło        | 25          |         |
| NU   | 24  | Gianni Morbidelli    | Minardi-Lamborghini   | 55      | Silnik          | 19          |         |
| NU   | 21  | Jyrki Jarvilehto     | Dallara-Ferrari       | 44      | Skrzynia biegów | 24          |         |
| NU   | 23  | Christian Fittipaldi | Minardi-Lamborghini   | 43      | Alternator      | 20          |         |
| NU   | 4   | Andrea de Cesaris    | Tyrrell-Ilmor         | 41      | Silnik          | 10          |         |
| NU   | 27  | Jean Alesi           | Ferrari               | 40      | Silnik          | 5           |         |
| NU   | 28  | Ivan Capelli         | Ferrari               | 28      | Silnik          | 9           |         |
| NU   | 15  | Gabriele Tarquini    | Fondmetal-Ford        | 23      | Silnik          | 15          |         |
| NU   | 16  | Karl Wendlinger      | March-Ilmor           | 13      | Pożar           | 7           |         |
| NU   | 29  | Bertrand Gachot      | Larrousse-Lamborghini | 8       | Opona           | 22          |         |
| NU   | 20  | Martin Brundle       | Benetton-Ford         | 1       | Sprzęgło        | 9           |         |
| NZ   | 17  | Paul Belmondo        | March-Ilmor           |         |                 |             |         |
| NZ   | 14  | Andrea Chiesa        | Tyrrell-Ford          |         |                 |             |         |
| NZ   | 32  | Stefano Modena       | Jordan-Yamaha         |         |                 |             |         |
| NZ   | 8   | Giovanna Amati       | Brabham-Judd          |         |                 |             |         |